# KPDF
KPDF是一个基于Xpdf的自由的PDF阅读器。它与KDE平台相耦合，因而可以无痕地嵌入到Konqueror和KPart中。
在KDE软件集4中KPDF被Okular取代。

## 特性
- 支持三种不同的搜索方式：搜索对话框，缩略图过滤器以及预输入检索。
- 拖动矩形区域轻松地截取文本和图像。
- 可选默认背景及文本颜色。
- 允许为每一个页面添加书签。

KPDF允许PDF中的文本通过KTTS以语音合成的方式阅读。与Acrobat Reader一样，它提供侧面板预览缩略图的功能，支持双页面模式。美中不足的是它并不内置页面翻转，依赖外部工具来旋转整个页面。
在缩略图上可以看见书签，没有其他的方法去定位它们。当一个PDF文件被移动到另一个文件夹时，文件的书签仍会保留。
两个阅览器一起运行时，KPDF有时会有比KGhostView（0.5.4）更快的响应速度，并且在一些情况下速度甚至可以超过Acrobat （9.0）。 （页面存档备份，存于）
KPDF在2005年4月被提名为KDE月度应用。

## 引用
1. ↑  .   [2014-01-16]. （原始内容存档于2010-06-20）.